# PGC 1674221
LEDA/PGC 1674221 ist eine Galaxie im Sternbild Krebs auf der Ekliptik. Sie ist schätzungsweise 872 Millionen Lichtjahre von der Milchstraße entfernt und hat einen Durchmesser von etwa 90.000 Lichtjahren. Vom Sonnensystem aus entfernt sich das Objekt mit einer errechneten Radialgeschwindigkeit von näherungsweise 19.600 Kilometern pro Sekunde.
Im selben Himmelsareal befinden sich unter anderem die Galaxien NGC 2599, PGC 23972, PGC 24018, PGC 1676160.